# FK Sloboda Tuzla
FK Sloboda Tuzla is een Bosnische voetbalclub uit Tuzla.
De club werd in 1919 opgericht en promoveerde veertig jaar later voor het eerst naar de hoogste klasse van Joegoslavië. Na één seizoen degradeerde de club en keerde in 1962 terug, opnieuw slechts voor één seizoen. In 1969 keerde de club opnieuw terug, dit keer om te blijven. Tot 1976 eindigde de club steeds tussen plaats zes en tien, de derde plaats werd in 1977 weggekaapt. De volgende seizoenen werd de club zesde of achtste en in 1981 vierde. In 1982 eindigde de club voor het eerst sinds de degradatie in 1962 buiten de toptien. Het volgende seizoen werd die fout wel hersteld maar daarna werd de toptien niet meer gehaald tot 1988 toen Sloboda 5de was. Na enkele middelmatige prestaties werd de club achttiende in 1991. Door de verbrokkeling van Joegoslavië en het vertrek van de Sloveense en Kroatische clubs degradeerde de club niet. In 1992 werd de club voorlaatste, maar na dat seizoen verlieten ook de Bosnische clubs de liga.
In de Bosnische competitie kon de club nog geen prijzen winnen.

## Sloboda in Europa
#Q = #kwalificatieronde, #R = #ronde, T/U = Thuis/Uit, W = Wedstrijd, PUC = punten UEFA coëfficiënten .
Uitslagen vanuit gezichtspunt FK Sloboda
| Seizoen | Competitie    | Ronde | Land                                          | Club              | Totaalscore  | 1e W    | 2e W       | PUC |
| ------- | ------------- | ----- | --------------------------------------------- | ----------------- | ------------ | ------- | ---------- | --- |
| 1977/78 | UEFA Cup      | 1R    | Vlag van Spanje (21 jan. 1977 - 18 dec. 1981) | UD Las Palmas     | 4-8          | 0-5 (U) | 4-3 (T)    | 2.0 |
| 2003    | Intertoto Cup | 1R    | Vlag van IJsland                              | KA Akureyri       | 2-2 (3-2 ns) | 1-1 (T) | 1-1 nv (U) | 0.0 |
|         |               | 2R    | Vlag van België                               | Lierse SK         | 2-6          | 1-0 (T) | 1-5 (U)    | 0.0 |
| 2004    | Intertoto Cup | 1R    | Vlag van Slovenië                             | NK Publikum Celje | 2-2 u        | 1-2 (U) | 1-0 (T)    | 0.0 |
|         |               | 2R    | Vlag van Slowakije                            | FC Spartak Trnava | 1-3          | 1-2 (U) | 0-1 (T)    | 0.0 |
| 2016/17 | Europa League | 1Q    | Vlag van Israël                               | Beitar Jeruzalem  | 0-1          | 0-0 (T) | 0-1 (U)    | 0.5 |

Totaal aantal punten voor UEFA coëfficiënten: 2.5
Zie ook
- Deelnemers UEFA-toernooien Bosnië en Herzegovina
- Deelnemers UEFA-toernooien Joegoslavië
- Ranglijst van alle clubs die in de diverse Europa Cups zijn uitgekomen

## Bekende (oud-)spelers
- Samir Memišević
- Fahrudin Omerović
- Cvijan Milošević